# 2032. évi nyári olimpiai játékok
A 2032. évi nyári olimpiai játékok, hivatalos nevén a XXXV. nyári olimpiai játékok több sportot magába foglaló nemzetközi sportesemény lesz, amelyet 2032 nyarán rendeznek Ausztrália Queensland államának fővárosában, Brisbane-ben.
A  Nemzetközi Olimpiai Bizottság 2021 júliusában – 72 igen, 5 nem végeredményű szavazással – ítélte oda az ország harmadik legnagyobb városának a rendezés jogát, s ezzel Melbourne (1956) és Sydney (2000) után – az utóbbitól 730 km-re északra lévő – Brisbane a harmadik ausztrál város, amely nyári olimpiának adhat otthont. A nemzetközi sportesemény 32 év után tér vissza a kontinensnyi országba, mely előtt eddig csak az Egyesült Államok rendezhetett három különböző városában nyári olimpiát (St. Louis, Los Angeles, Atlanta). Az eseményt várhatóan 2032. július 23-a és augusztus 8-a között rendeznék.
Az 1984-es Los Angeles-i játékok óta először fordult elő, hogy ellenszavazat nélkül nyerje el egy város a rendezés jogát.
A nyitó és záróünnepségeket a világhírű The Gabba stadionban rendezik, amelyet több sportra is (de leginkább krikettre) használnak. Az olimpiai falut Brisbane Hamilton nevű külterületén építik ki. 
2022. április 11-én  bemutatták az olimpia szervezőbizottságának igazgatótanácsát: Andrew Liveris cégvezető (operatív vezető); Rob Scott az Ausztrál Evezős Szövetség elnöke, olimpikon; Sarah Kelly sportvezető; Brett Clark cégvezető; Shelley Reys őslakós. 2022. április 27-én megtartotta első ülését a szervezőbizottság vezetése. Ugyanekkor találkozót tartott John Coates NOB alelnök és Andrew Liveris. Liveris elmondta, hogy a legfontosabb az ügyvezető posztjának betöltése és a szponzori tárgyalások megkezdése.